# Арма (Канзас)
Арма (англ. Arma) — місто (англ. city) в США, в окрузі Кроуфорд штату Канзас. Населення — 1407 осіб (2020).

## Географія
Арма розташована за координатами 37°32′34″ пн. ш. 94°42′7″ зх. д. / 37.54278° пн. ш. 94.70194° зх. д. (37.542775, -94.701807).  За даними Бюро перепису населення США в 2010 році місто мало площу 2,96 км², з яких 2,90 км² — суходіл та 0,06 км² — водойми.

## Демографія
Згідно з переписом 2010 року, у місті мешкала 1481 особа в 657 домогосподарствах у складі 372 родин. Густота населення становила 501 особа/км².  Було 736 помешкань (249/км²).
Расовий склад населення:
| - 97,0 % — білих - 1,4 % — корінних американців - 0,1 % — чорних або афроамериканців - 0,1 % — азіатів |

До двох чи більше рас належало 1,0 %. Частка іспаномовних становила 2,7 % від усіх жителів.
За віковим діапазоном населення розподілялося таким чином: 22,4 % — особи молодші 18 років, 59,3 % — особи у віці 18—64 років, 18,3 % — особи у віці 65 років та старші. Медіана віку мешканця становила 42,1 року. На 100 осіб жіночої статі у місті припадало 92,6 чоловіків;  на 100 жінок у віці від 18 років та старших — 88,1 чоловіків також старших 18 років.
Середній дохід на одне домашнє господарство  становив 51 367 доларів США (медіана — 33 500), а середній дохід на одну сім'ю — 58 642 долари (медіана — 53 500). Медіана доходів становила 44 861 долар для чоловіків та 31 250 доларів для жінок. За межею бідності перебувало 19,5 % осіб, у тому числі 26,3 % дітей у віці до 18 років та 11,6 % осіб у віці 65 років та старших.
Цивільне працевлаштоване населення становило 662 особи. Основні галузі зайнятості: освіта, охорона здоров'я та соціальна допомога — 32,6 %, роздрібна торгівля — 13,0 %, будівництво — 8,3 %, науковці, спеціалісти, менеджери — 6,6 %.